# Nick Davis
Nick Davis (* 20. Jahrhundert) ist ein britischer VFX Supervisor, der 2009 für The Dark Knight und 2021 für Der einzig wahre Ivan für den Oscar in der Kategorie Beste visuelle Effekte nominiert wurde.

## Leben
Er wuchs in Großbritannien als Sohn eines Arztes auf und zog in den späten 1980ern in die USA. Dort arbeitete er bei dem Visual Effects Unternehmen Introvision, wo er an Filmen wie Darkman, Alarmstufe: Rot und Fearless – Jenseits der Angst beteiligt war. Anschließend arbeitete er selbstständig an Low-Budget-Produktionen als Drehbuchautor und Regieassistent. 1995 wechselte er wieder in den Visual Effects Bereich mit Filmen wie Batman Forever und Außer Kontrolle.
1996 zog er zurück nach Großbritannien, um an Produktionen wie Mit Schirm, Charme und Melone und Verlockende Falle mitzuwirken. In den folgenden Jahren war er an vielen internationalen Produktionen wie Harry Potter und der Stein der Weisen, Troja und Charlie und die Schokoladenfabrik beteiligt. 2009 wurde er gemeinsam mit Chris Corbould, Tim Webber und Paul J. Franklin für The Dark Knight für den Oscar in der Kategorie Beste visuelle Effekte nominiert. 2021 folgte eine weitere Nominierung gemeinsam mit Greg Fisher, Ben Jones und Santiago Colomo Martinez für Der einzig wahre Ivan.

## Filmografie (Auswahl)
- 1990: Darkman[1]
- 1992: Alarmstufe: Rot (Under Siege)
- 1992: Ein Yuppie steht im Wald (Out on a Limb)
- 1993: Auf der Flucht (The Fugitive)
- 1993: Fearless – Jenseits der Angst (Fearless)
- 1993: Monolith
- 1994: Freddy’s New Nightmare (New Nightmare)
- 1994: Shadowchaser 2 (Project Shadowchaser II)
- 1995: Batman Forever
- 1995: Galaxis
- 1995: The Darkening
- 1996: Außer Kontrolle (Chain Reaction)
- 1997: Batman & Robin
- 1998: Mit Schirm, Charme und Melone (The Avengers)
- 1999: Verlockende Falle (Entrapment)
- 2001: Harry Potter und der Stein der Weisen (Harry Potter and the Sorcerer's Stone)
- 2002: Harry Potter und die Kammer des Schreckens (Harry Potter and the Chamber of Secrets)
- 2002: Pluto Nash – Im Kampf gegen die Mondmafia (The Adventures of Pluto Nash)
- 2004: Troja (Troy)
- 2005: Charlie und die Schokoladenfabrik (Charlie and the Chocolate Factory)
- 2007: Die Gebrüder Weihnachtsmann (Fred Claus)
- 2008: The Dark Knight
- 2010: Kampf der Titanen (Clash of the Titans)
- 2012: Zorn der Titanen (Wrath of the Titans)
- 2014: Edge of Tomorrow
- 2012: King Arthur: Legend of the Sword
- 2020: Der einzig wahre Ivan (The One and Only Ivan)